# Сварґа (символ)

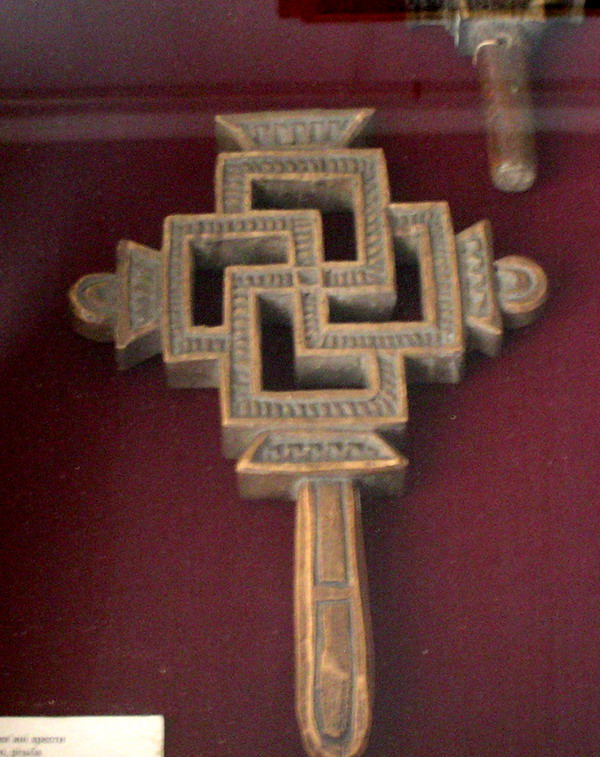
Xrest-swastyka. Ручний дерев'яний хрест у свастиці. (Покуття або Гуцульщина. Кінець 19 — початок 20 століття).

Сварґа — язичницький символ, пов'язаний зі слов'янським богом Сварогом. Хрест, що обертається, — символ розвитку Всесвіту. 
Обертання хреста за годинниковою стрілкою символізує рух вгору, від матеріального до духовного, еволюцію, сходження (до прикладу, схід Сонця). Рух проти годинникової стрілки або свастика символізує рух униз, захід, інволюцію — рух від духовного до матеріального. 
Найвище Небо, житло Сварога і Його Луки, де знаходиться Рай. Сварґа символізує найвищу святість, духовну силу, сконцентровану в Божественній істині. Сварґа дослівно означає «небесний; той, хто рухає Небо». У Ріґведі є поняття Сварґа-Марґа, що означає «шлях на Небо». Так називається наш Чумацький шлях, або Молочна стежка, якою душі померлих прямують до Лук Сварожих.
Символічно тотожним проте антагоністом територіально є коловорот, хоч він і є історичною фальсифікацією, і створений був у період з 1990-х до 2000-х років. Відповідно і напрям руху променів, на відміну від останнього, направлений на Схід.
Символ використовувся в гербах української шляхти. Зокрема, в представників роду Єльців.

## Світлини

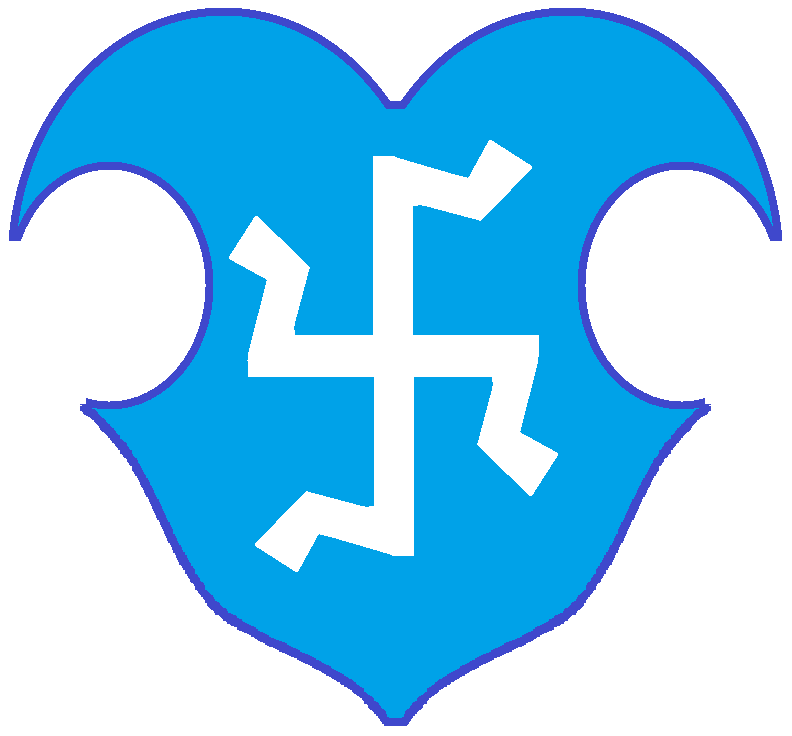
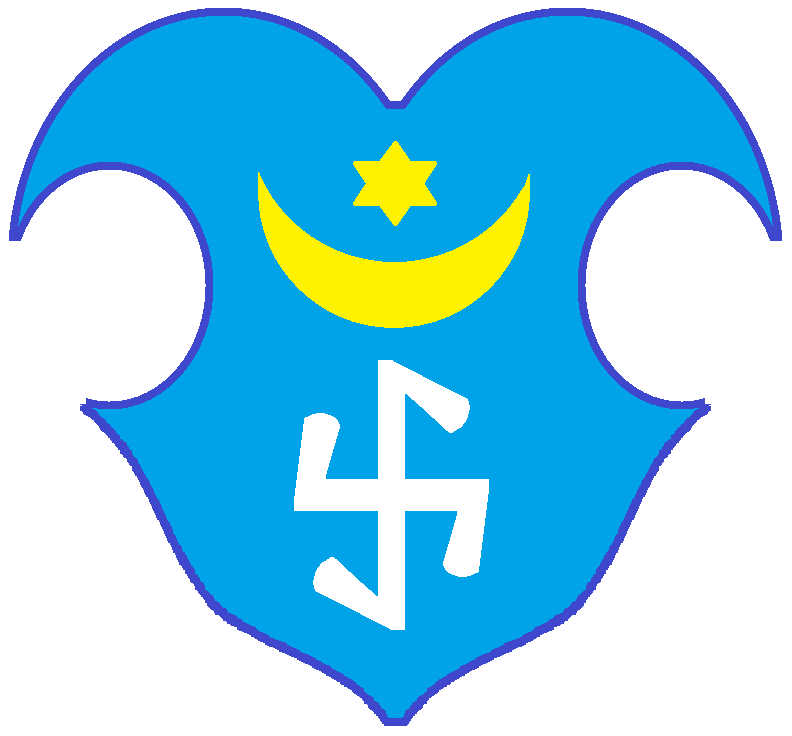
Герб Дмитра Єльця
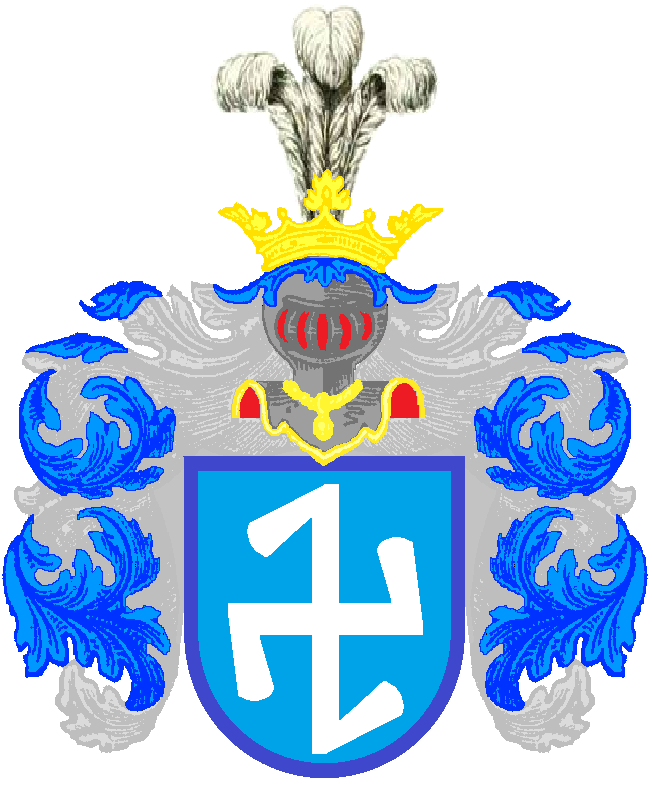
Герб Теодора Єльця
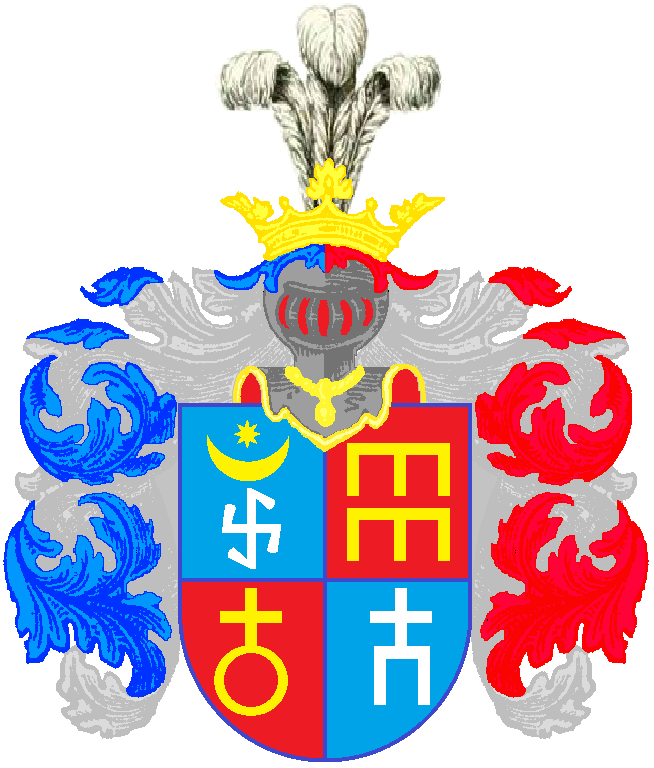
Герб Федора Єльця